# Bijayanagar
Bijayanagar – gaun wikas samiti w zachodniej części Nepalu w strefie Rapti w dystrykcie Pyuthan. Według nepalskiego spisu powszechnego z 2001 roku liczył on 827 gospodarstw domowych i 3861 mieszkańców (2075 kobiet i 1786 mężczyzn).